# Pampeloponnisiako Stadio
Das Pampeloponnisiako Stadion (griechisch Παμπελοποννησιακό Στάδιο, deutsch Gesamt-Peloponnesische Stadion), ehemals Nationalstadion Patras, ist ein Fußballstadion mit Leichtathletikanlage im südlichen Stadtteil Patra der griechischen Stadt Patras. Es bietet 23.588 Zuschauern Sitzplätze. Es ist das größte Stadion der Stadt und der ganzen Peloponnes. Der Fußballverein Panachaiki trägt, neben dem eigenen Kostas Davourlis Stadion, gelegentlich Heimspiele im Pampeloponnisiako Stadio aus.

## Geschichte
Fertiggestellt wurde das Stadion 1981. Aufgrund der olympischen Fußballturniere der Olympischen Sommerspiele 2004 wurden Modernisierungs- und Ausbaumaßnahmen beschlossen. Die 30 Mio. € teuren Baumaßnahmen umfassten den Ausbau der westlichen Tribüne, eine Überdachung der Haupttribüne, die Installation von neuen Sitzschalen, Modernisierung der Innenräume, eine neue Flutlichtanlage sowie weitere Modernisierungen an der Stadiontechnik. Die offizielle Übergabe des Stadions war am 28. März 2004 beim Pokalendspiel der regionalen Amateurliga.
Während der Olympischen Spiele war das Spielstätte Austragungsort für insgesamt sechs Spiele der Männer (fünf Vorrundenspiele und ein Viertelfinalspiel). Neben zwei weiteren Vorrundenpartien, fand beim Frauen-Turnier ein Vorrunden- und das Viertelfinalspiel der deutschen Fußballnationalmannschaft der Frauen in Patras statt.
2005 wurde im Pampeloponnisiako das Finale um den Endspiel im griechischen Fußballpokal ausgetragen.
Der Zuschauerrekord liegt bei 16.839 Besuchern (1989 beim Spiel Olympiakos Piräus gegen AE Larisa).

## Architektur
Die Anlage ist im Bereich der Haupttribüne sowie bei den Übergängen zu den Hintertorkurven im Besitz eines Oberranges. Beim Entwurf wurde ein möglicher weiterer Ausbau des Stadions berücksichtigt. Bei einer zukünftigen Errichtung eines Oberranges im Bereich der Gegentribüne würde die Stadionkapazität noch einmal um 6500 Plätze ansteigen.